# Mesitornis variegatus
La mesite pettobianco o mesena dal petto bianco (Mesitornis variegatus (Geoffroy Saint-Hilaire, 1838)) è un uccello terricolo endemico del Madagascar. È una delle tre specie della famiglia dei Mesitornithidae; la sua popolazione è molto limitata ed è ristretta a cinque siti nel nord e nell'ovest dell'isola.

## Descrizione
La mesena dal petto bianco è un uccello terricolo di medie dimensioni, spesso descritto come simile ad un rallo (una famiglia in cui talvolta i mesite vengono classificati). Questa specie ha una faccia bianca con delle caratteristiche chiazze facciali (un sopracciglio bianco e delle strisce scure sullo zigomo) ed un corto becco diritto e scuro. Le regioni superiori dell'uccello sono bruno rossastre, quelle inferiori sono bianche con una banda castano-marroncina ed un ventre striato.

## Biologia
La mesena dal petto bianco vive nelle foreste; si sposta lentamente nel sottobosco, sopra la lettiera di foglie cadute, alla ricerca di piccoli invertebrati da mangiare. Si sposta in piccoli gruppi familiari composti da 2-4 individui. Il suo ambiente preferito è costituito dalle foreste decidue indisturbate.
La popolazione di questa specie sta diminuendo e si teme che continui a scendere. È molto sensibile ai vari disturbi e nella sua dimora forestale ed è minacciata dal disboscamento e dagli incendi boschivi. È soggetta anche alla pressione della caccia.

## Distribuzione e habitat
Mesitornis unicolor
     Mesitornis variegatus
     Monias benschi

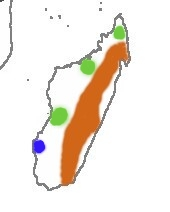
Areale di
Mesitornis unicolor
Mesitornis variegatus
Monias benschi

Mesitornis variegatus ha un areale piuttosto frammentato che comprende aree di foresta decidua secca nella parte nord-occidentale dell'isola.